# Фітьо Володимир Михайлович
Володи́мир Миха́йлович Фітьо (1 липня 1950, Поляна, Миколаївський район, Львівська область, УРСР) — доктор фізико-математичних наук, професор Інституту телекомунікацій, радіоелектроніки та електронної техніки Національного університету «Львівська політехніка».

## Біографічні відомості
Народився 1 липня 1950 року в с. Поляна Миколаївського району Львівської області. З 1969 року по 1974 рік навчався у Львівському державному університеті ім. І. Я. Франка за спеціальністю «Радіофізика та електроніка». З 1974 року по 1996 рік працював в НВП «КАРАТ», де пройшов шлях від інженера до начальника відділу. З 1996 року працює у Національному університеті «Львівська політехніка» на посадах старшого наукового співробітника та провідного наукового співробітника ряду держбюджетних тем. За сумісництвом працює на посаді доцента кафедри фотоніки.
Науковий ступінь: кандидат технічних наук, доктор фізико-математичних наук. У 1998 році захистив кандидатську дисертацію на тему «Високоінформативні фототермопластичні системи для запису оптичних голограм», а в 2009 році — докторську дисертацію на тему «Теорія та аналіз явищ оптичної дифракції на складних періодичних структурах».
Науковий та науково-методичний доробок: Опублікував понад 90 наукових праць. Автор 40 винаходів.
Наукові інтереси: оптична голографія, дифракція світла на хаотичних та періодичних структурах, дифракційні ґратки, фотонні кристали, оптичні фільтри, теорія поширення світла в періодичних структурах.
Нагороди: Значок «Изобретатель СССР».
Захоплення: художня література, садівництво.

## Праці
Опублікував понад 180 наукових праць, серед яких:
- 2000 Фітьо, В. М.; Бобицький, Я. В. Аналіз дифракції світла на періодичних структурах методом зв'язаних хвиль
- 2003 Фітьо, В. М. Вплив товщини фазової голограми на її параметри.
- 2007 Фітьо, В. М. Дослідження ефекта Тальбота на основі двох моделей дифракції.
- 2007 Фітьо, В. М. Теорія та аналіз явищ оптичної дифракції на складних періодичних структурах.
- 2008 Яремчук, І. Я.; Петровська, Г. А.; Фітьо, В. М.; Бобицький, Я. В. Придушення побічних максимумів коефіцієнта пропускання вузькосмугових інтерференційних фільтрів.
- 2009 Яремчук, І. Я.; Фітьо, В. М.; Бобицький, Я. В. Модель інфрачервоних тонкоплівкових фільтрів на основі інтерференційного дзеркала.
- 2009 Яремчук, І. Я.; Фітьо, В. М.; Бобицький, Я. В. Модель інфрачервоного тонкоплівкового фільтра на основі інтерференційного дзеркала.
- 2010 Фітьо, В. М.; Яремчук, І. Я.; Ромах, В. В.; Бобицький, Я. В. Резонанс поверхневих плазмонів та хвилеводних мод у призових структурах.
- 2011 Фітьо, В. М. Резонансні рівні потенційної ями, утвореної прямокутними бар'єрами скінченної висоти.
- 2012 Фітьо, В. М. Застосування перетворення Фур'є для розв'язку стаціонарного одновимірного рівняння Шрединґера.
- 2012 Фітьо, В. М.; Петровська, Г. А.; Бобицький, Я. В. Вплив температури та механічного розтягу на відгук ґратки Брегга на оптичному волокні.
- 2012 Петровська, Г. А.; Фітьо, В. М.; Бобицький, Я. В. Вплив температури на відгук ґратки Брегга на оптичному волокні.
- 2014 Петровська, Г. А.; Варищук, В. І.; Фітьо, В. М. Дослідження оптичних волокон методом цифрової голографічної інтерферометрії.